# Moutiers-au-Perche
Moutiers-au-Perche là một xã thuộc tỉnh Orne trong vùng Normandie tây bắc nước Pháp. Xã này nằm ở khu vực có độ cao trung bình 159 mét trên mực nước biển.